# Laetana
Laetana là một chi bọ cánh cứng trong họ Chrysomelidae.
Chi này được miêu tả khoa học năm 1864 bởi Baly.

## Các loài
Các loài trong chi này gồm:
- Laetana bipunctata Laboissiere, 1921
- Laetana collarti Laboissiere, 1932
- Laetana divisa (Gerstaecker, 1855)
- Laetana historio Baly, 1864
- Laetana jeanneli Laboissiere, 1918
- Laetana oculata Laboissiere, 1921
- Laetana opulenta (Peringuey, 1892)
- Laetana pallida Duvivier, 1884
- Laetana schultzei Weise, 1908
- Laetana transversofasciata Laboissiere, 1921
- Laetana trifasciata (Allard, 1888)